# Barry Pinches
Barry Pinches (* 13. červenec 1970 Norwich, Anglie) je od roku 1989 profesionální hráč snookeru. Nejvyššího breaku dosáhl v roce 1999 na Regal Welsh Open a to 147 bodů.

## Úspěchy
Na turnajích vyhrál 293 460 £.[zdroj?]